# Telagrion mourei
Telagrion mourei är en trollsländeart som beskrevs av Santos 1970. Telagrion mourei ingår i släktet Telagrion och familjen dammflicksländor. Inga underarter finns listade i Catalogue of Life.